# Малдонадо
Малдонадо (на испански: Maldonado) е град с надморска височина 24 метра, административен център на департамента Малдонадо, Уругвай. Населението на града е 62 590 души (2011 г.).